# Patrimoine religieux d'Orelle
Le patrimoine religieux d'Orelle est un ensemble de constructions chrétiennes établies sur la commune d'Orelle, dans le département de la Savoie.
La commune compte deux églises, des chapelles, des oratoires, deux cimetières et une centaine de calvaires, tous ces éléments étant étroitement liés à l'histoire d'Orelle.
Ce patrimoine, dont les époques de réalisation sont très variées, est mis en valeur à l'échelle locale par de nombreux sentiers balisés, par des chemins du patrimoine et par l'association Orelle Patrimoine.

## Les églises

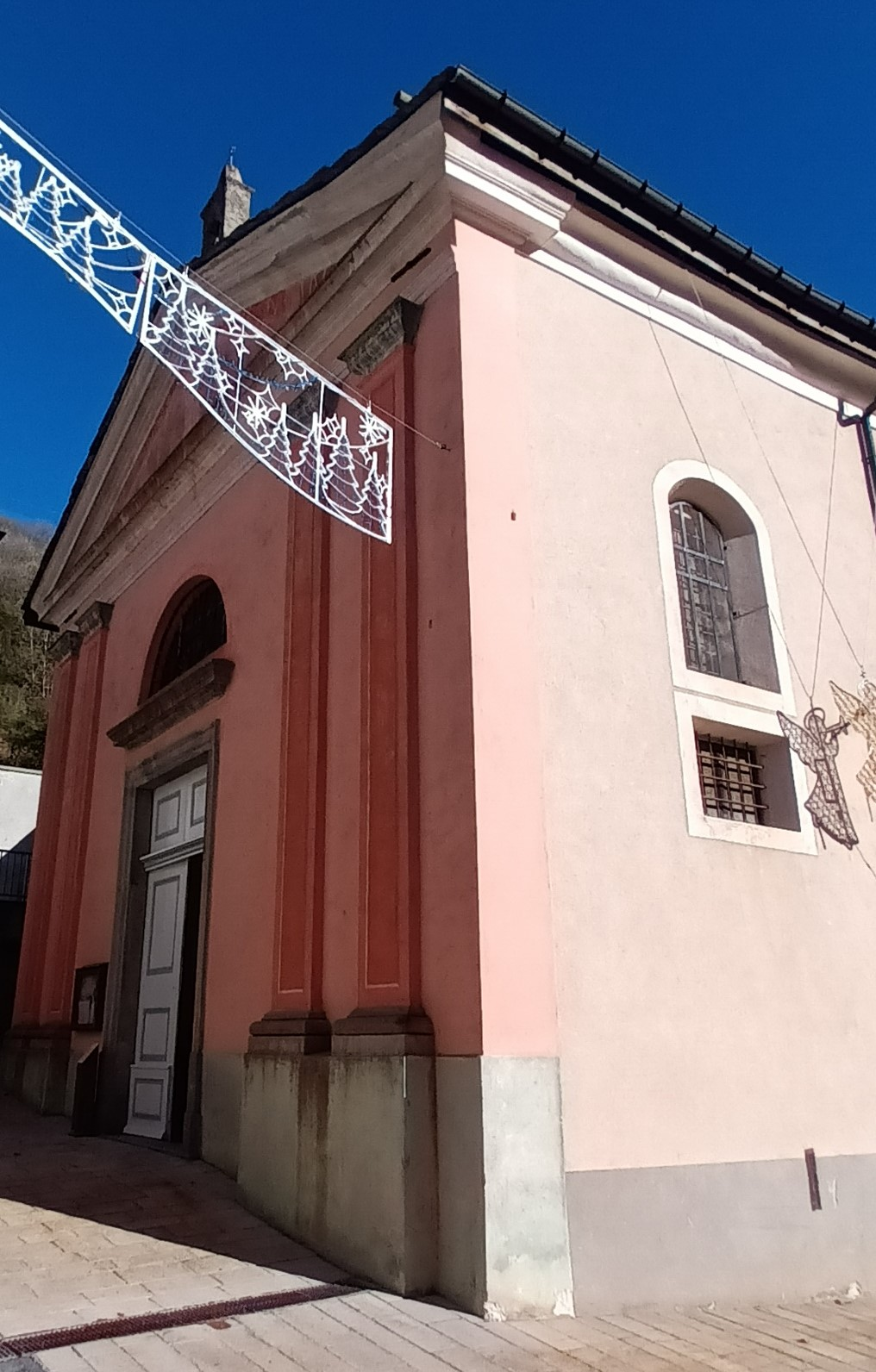
Photographie de l'église Saint-Maurice d'Orelle vue de face en rose, avec cinq fenêtres au sud et de grandes portes blanches.

Deux églises sont présentes à Orelle. L'église Saint-Maurice d'Orelle est la plus ancienne, la première église, construite en 1430. Durant la saison estivale de 1580, le clocher attenant est architecturalement affirmé par son édification. Les lignes intérieures de l'église Saint-Maurice d'Orelle sont gracieuses et dévoilent un chœur d'architecture gothique ; toutefois, le reste du bâtiment est plus moderne, comme en témoignent les structures et décorations baroques qui s'y trouvent (nef unique de quatre travées, voûte maçonnée, frises géométriques colorées, escaliers en bois, tribunes, etc.). Le maître-autel de l’église, de style baroque, date de 1656 et est constitué de bois lasuré et de pierres de taille, chaque élément étant doré. L'évêque de Maurienne constate, en l’an 1837, que les réparations demandées ont toutes été effectuées, à sa grande joie. Il indique que « l’église mérite d’être classée au nombre des plus belles du diocèse »,.

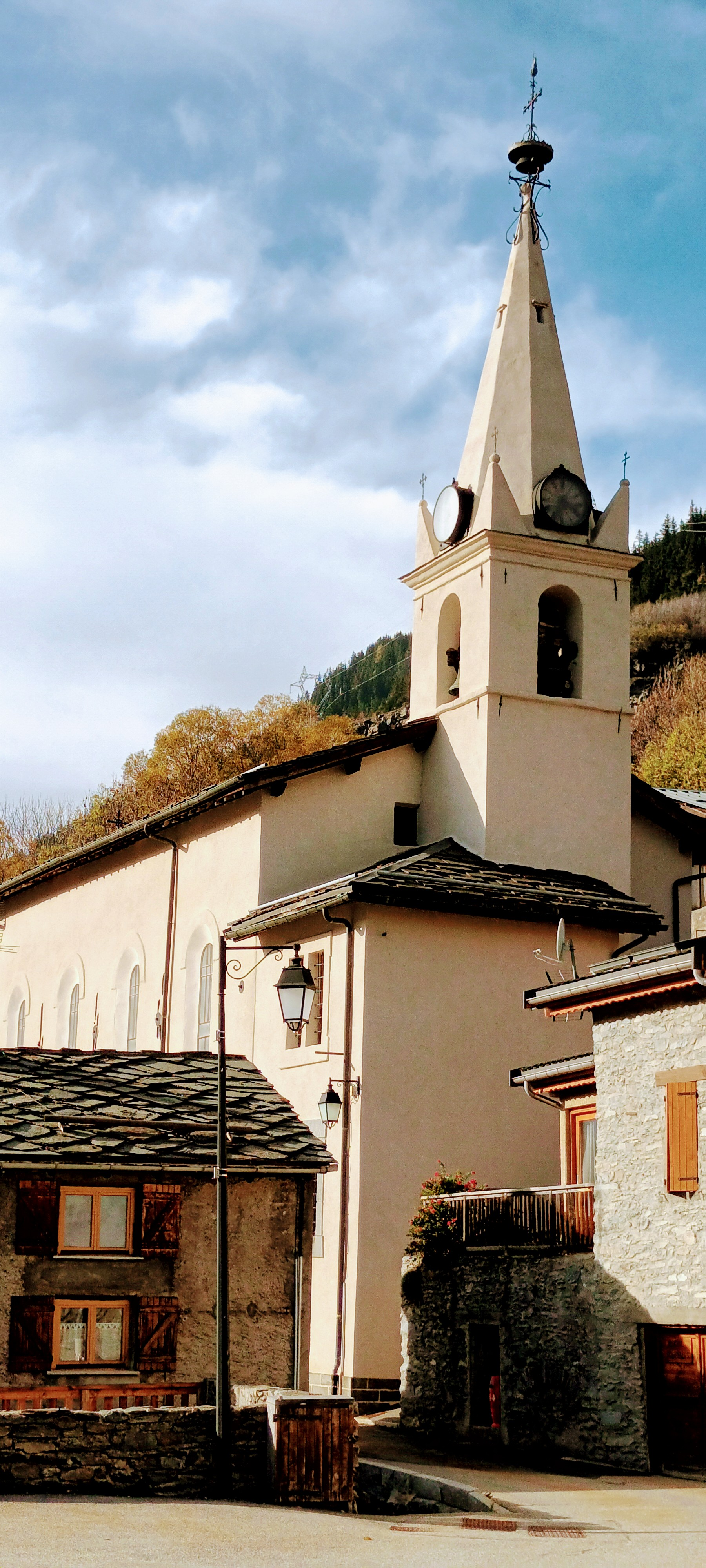
Photographie de la face ouest de l'église Sainte-Marguerite d'Orelle blanche avec ses portes ; les vitraux sont gothiques et dominent la porte.

L'église Sainte-Marguerite d'Orelle est dans le village de Bonvillard. Après la construction de l'église du chef-lieu, les habitants de Bonvillard ont du mal à y accéder, surtout en hiver : à cette époque, les chutes de neige étaient gigantesques et il fallait desservir les sentiers en les déneigeant toute la saison hivernale,. C'est la raison pour laquelle l'église Sainte-Marguerite d'Orelle voit le jour en 1661, à l'emplacement actuel. Elle est alors associée à la paroisse catholique Sainte-Marguerite de Bonvillard-sur-Orelle. Après des réparations en 1750, notamment sur l'amélioration significative du clocher, le 30 juillet 1760, le cardinal Charles-Joseph Filippa, évêque de la vallée de la Maurienne, consacre l’édifice. Autour de 1840, l'église est allongée vers l'ouest pour permettre d'accueillir plus de riverains, en conservant le clocher de 1750. En 1841, le clocher est rénové. En 1874, les Bonvillarins présentent un projet au conseil municipal d'Orelle afin de recevoir des fonds financiers pour améliorer l’église et ses charpentes,. Le 20 juillet 1876, les premières pierres de l’église servant à l’agrandir sont bénies. Les travaux sont achevés en mai 1878.

## Les chapelles
Les chapelles sont nombreuses à Orelle. La plus célèbre est la chapelle Notre-Dame-des-Anges d'Orelle, culminant à 2 050 m d'altitude à l'Arcellin. Le 20 juillet 1869, la chapelle Notre-Dame-des-Anges est construite sur la colline surplombant la chapelle Sainte-Marguerite, où les autorités civiles et religieuses la bénissent. À l'arrière de ladite chapelle, une pierre de taille porte la date de sa création avec l'année 1869. Dans les dernières années du XXe siècle, la municipalité d'Orelle restaure l'extérieur du monument (en particulier son toit) avant de refaire les peintures intérieures de la chapelle en août 2005. Ainsi, cette chapelle, autrefois privée, est désormais la propriété de la commune d'Orelle,,. La chapelle Saint-Jacques est au cœur de Francoz. L'histoire de la chapelle Saint-Jacques débute en l'an 1670, année à laquelle le Révérend Urbain Albert bénit l'oratoire de Francoz. Celui-ci est le recteur de la paroisse catholique Saint-Maurice d'Orelle ; l'édifice n'est alors pas encore présent sous sa forme actuelle mais est déjà intégré à ladite paroisse, avec pour rattachement l'église Saint-Maurice d'Orelle. En 1730, l'oratoire de Francoz est agrandi afin de construire une chapelle. La toiture du bâtiment est réalisée avec des poutres en mélèzes d'Europe et celles-ci sont recouvertes de lauzes, pierres emblématiques de la commune qui en possède de nombreuses carrières.
Sur le territoire d'Orelle, on retrouve aussi la chapelle Notre-Dame-des-Neiges à la Vaèle, la chapelle Saint-Albert au Glacelet, la chapelle Saint-Barthélemy à Bissorte, la chapelle Saint-Denis (située à l'extrémité de l'axe routier du lotissement du Teppey 45° 12′ 37″ N, 6° 33′ 04″ E), la chapelle Sainte-Madeleine (située au centre du village d'Orellette 45° 12′ 59″ N, 6° 31′ 17″ E), la chapelle Saint-François-d'Assise (située au centre du hameau habité de la Fusine 45° 12′ 45″ N, 6° 33′ 01″ E), la chapelle Saint-Joseph (située au centre du lotissement du Poucet 45° 12′ 39″ N, 6° 30′ 57″ E), la chapelle Saint-Louis à Bissortette, la chapelle Saint-Roch à Pierre-Plate ou encore la chapelle Saint-Sébastien (située dans le lotissement du Noiray 45° 12′ 35″ N, 6° 33′ 22″ E). La chapelle Saint-Bernard de la Bronsonnière et la chapelle Sainte-Barbe au-dessus du Poucet sont disparues.

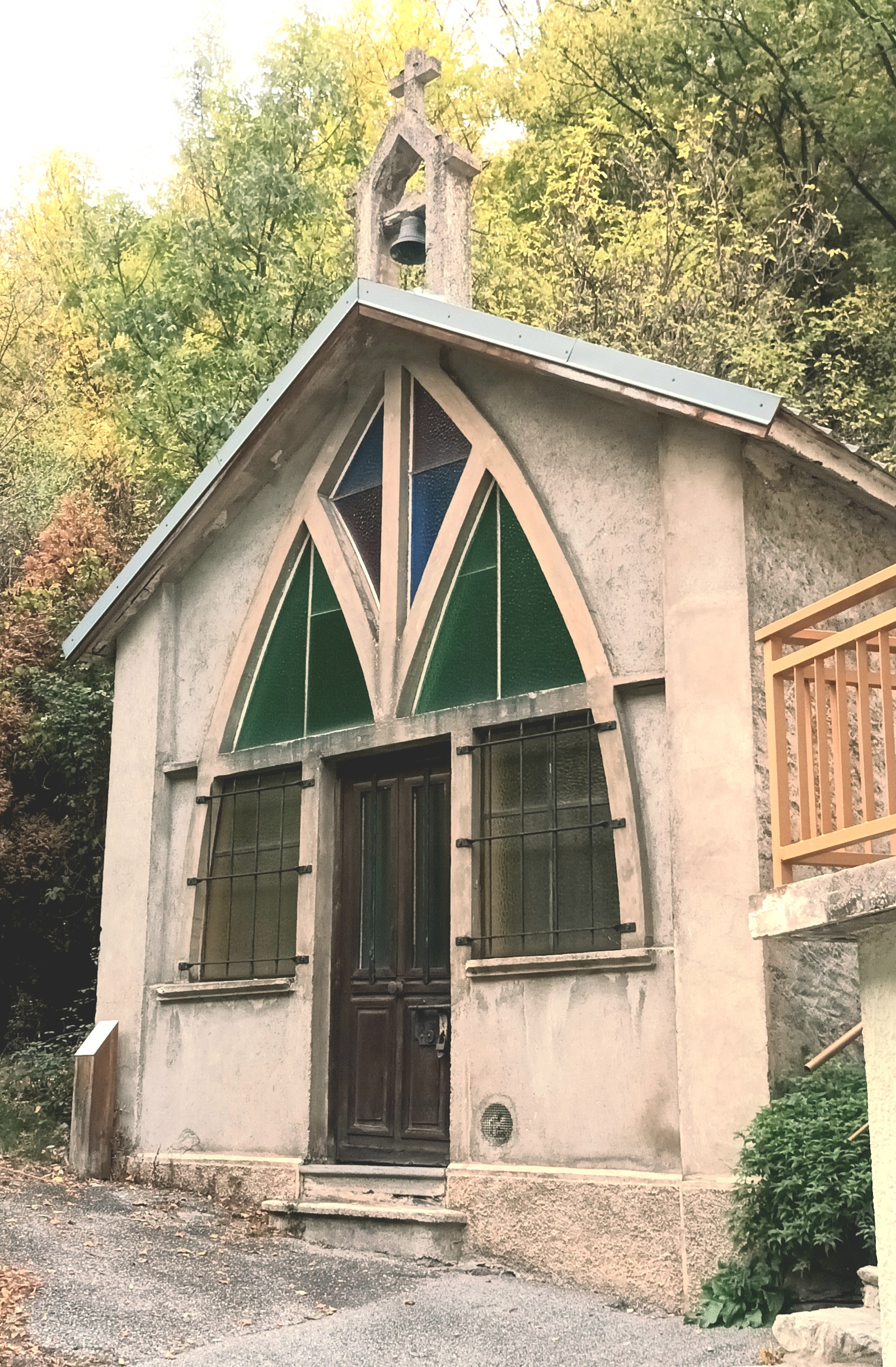
Chapelle Saint-Jacques d'Orelle.
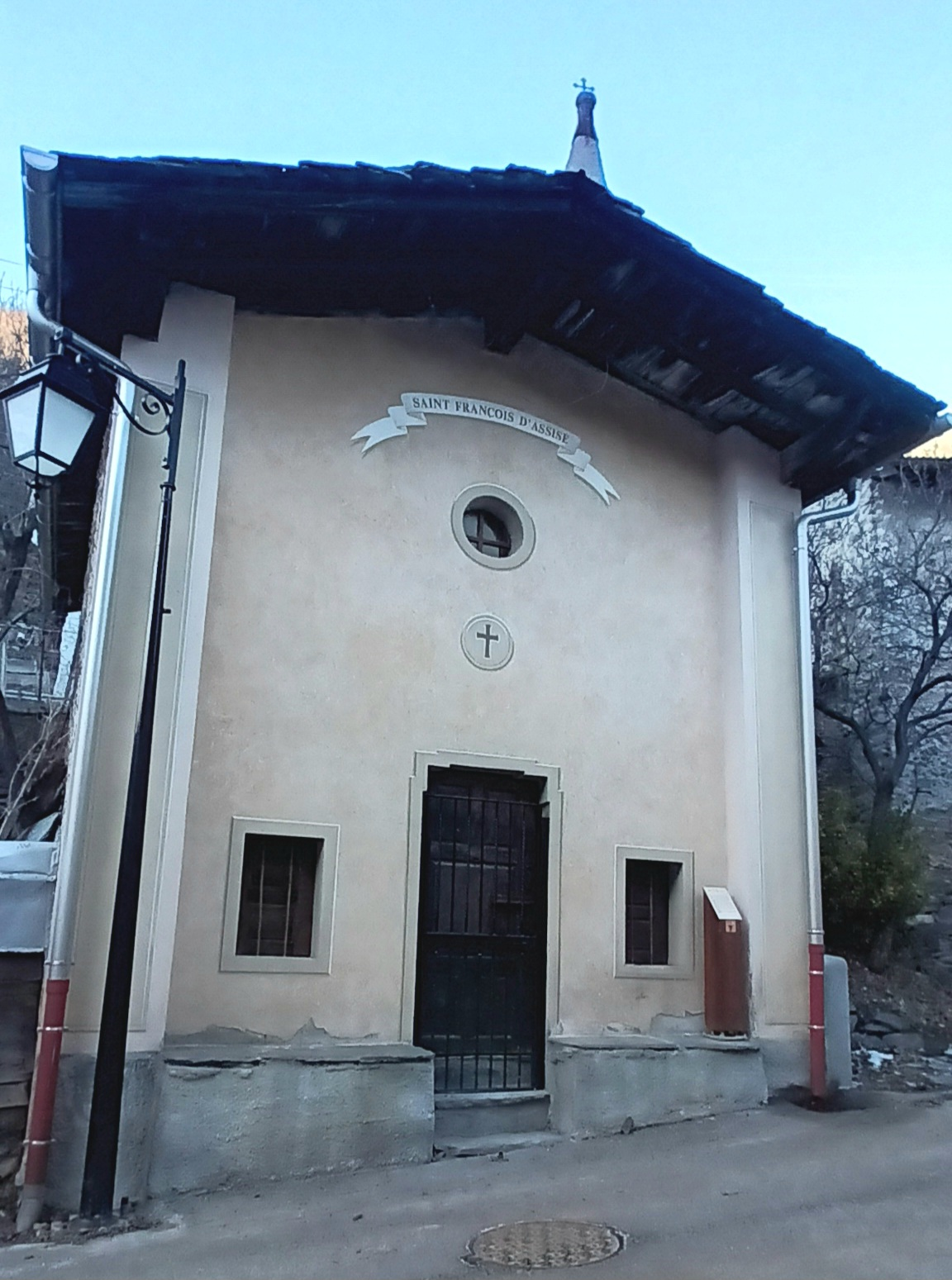
Chapelle Saint-François-d'Assise à la Fusine.
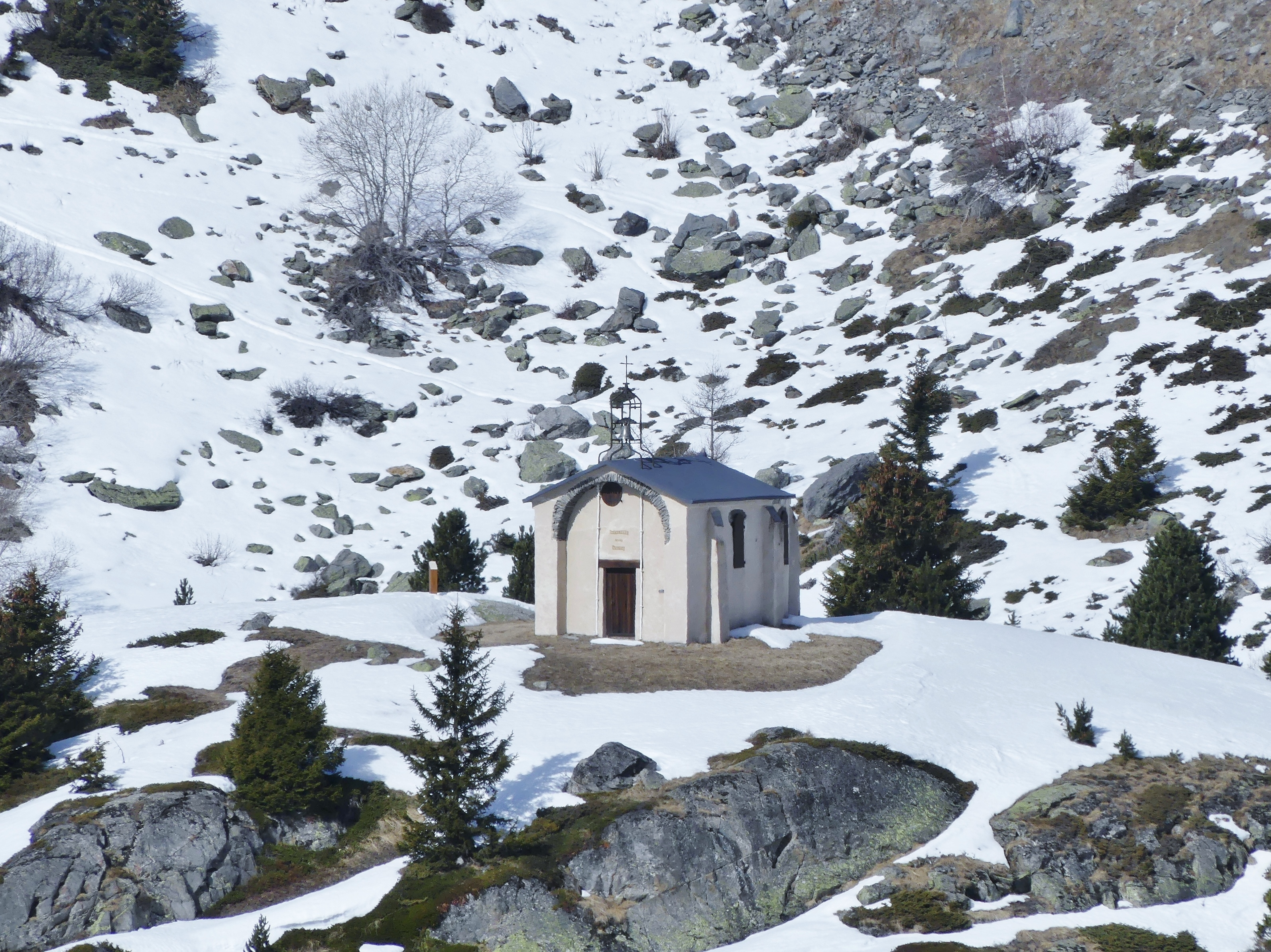
Chapelle Notre-Dame-des-Anges.
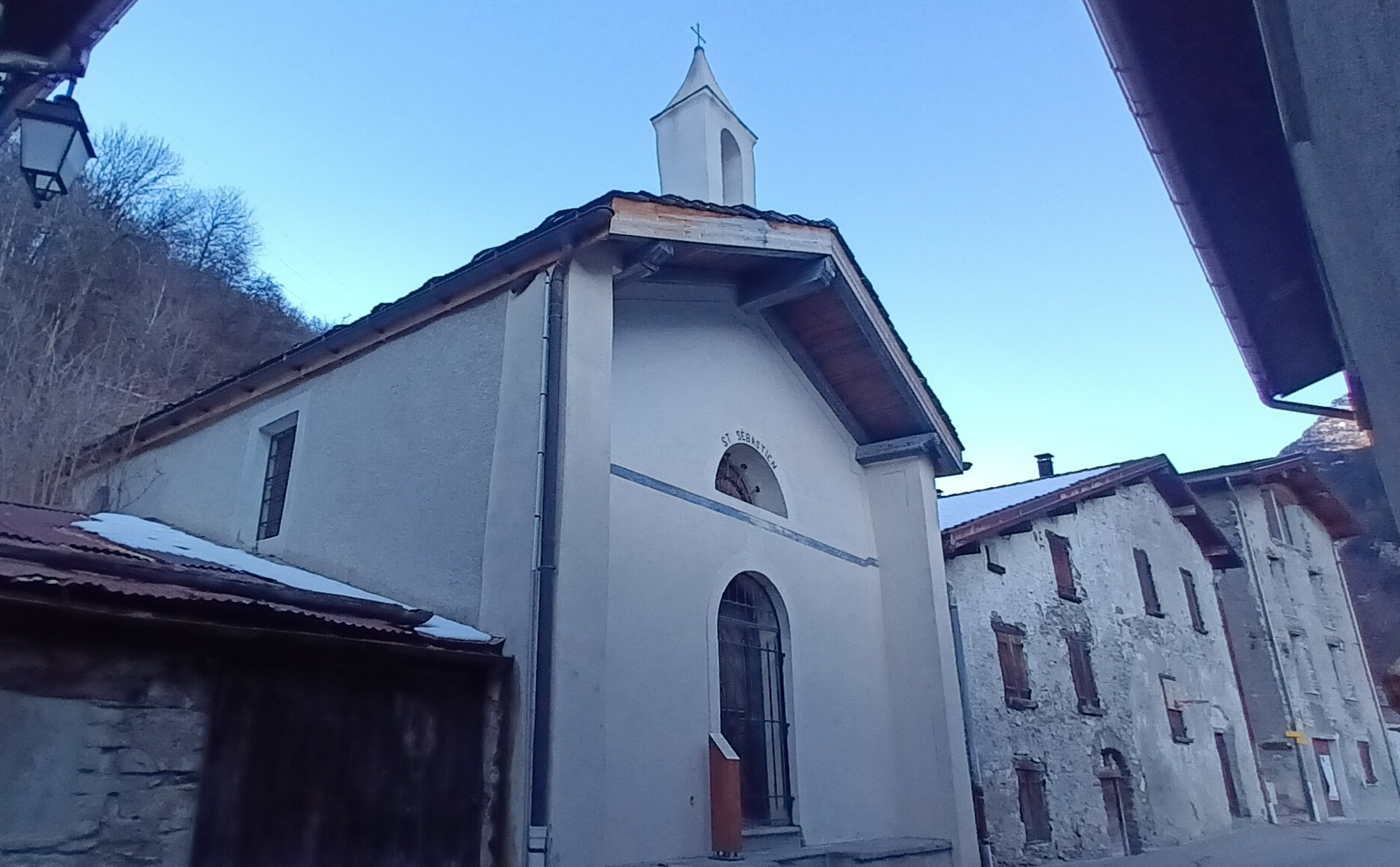
Chapelle Saint-Sébastien au Noiray.

## Les oratoires
De nombreux oratoires peuplent aussi le territoire communal comme l'oratoire Saint-Antoine, l'oratoire Ave-Maria à Orellette, l'oratoire Saint-Jean-Baptiste au Seignier, l'oratoire Notre-Dame-de-Paradis à Bonvillard, l'oratoire Notre-Dame-du-Vœu à la Présaz, l'oratoire Saint-Guérin à Leschaux, l'oratoire Sainte-Mère à Francoz, l'oratoire Notre-Dame-de-Tout-Pouvoir au Noiray, l'oratoire Sainte-Vierge à Francoz, l'oratoire Saint-Élie au Crêt du Vlé, l'oratoire Sainte-Marie à Francoz.

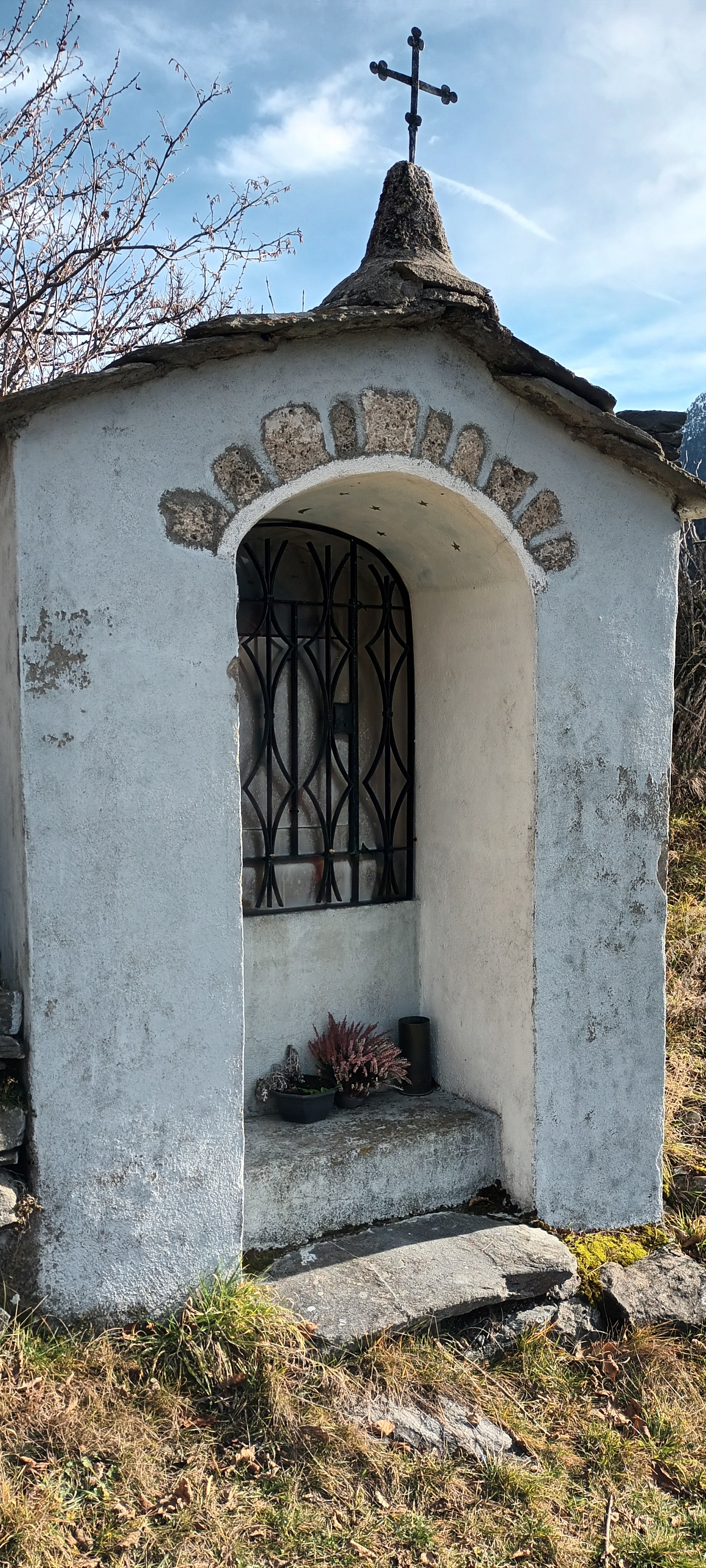
Oratoire Notre-Dame-de-Paradis.
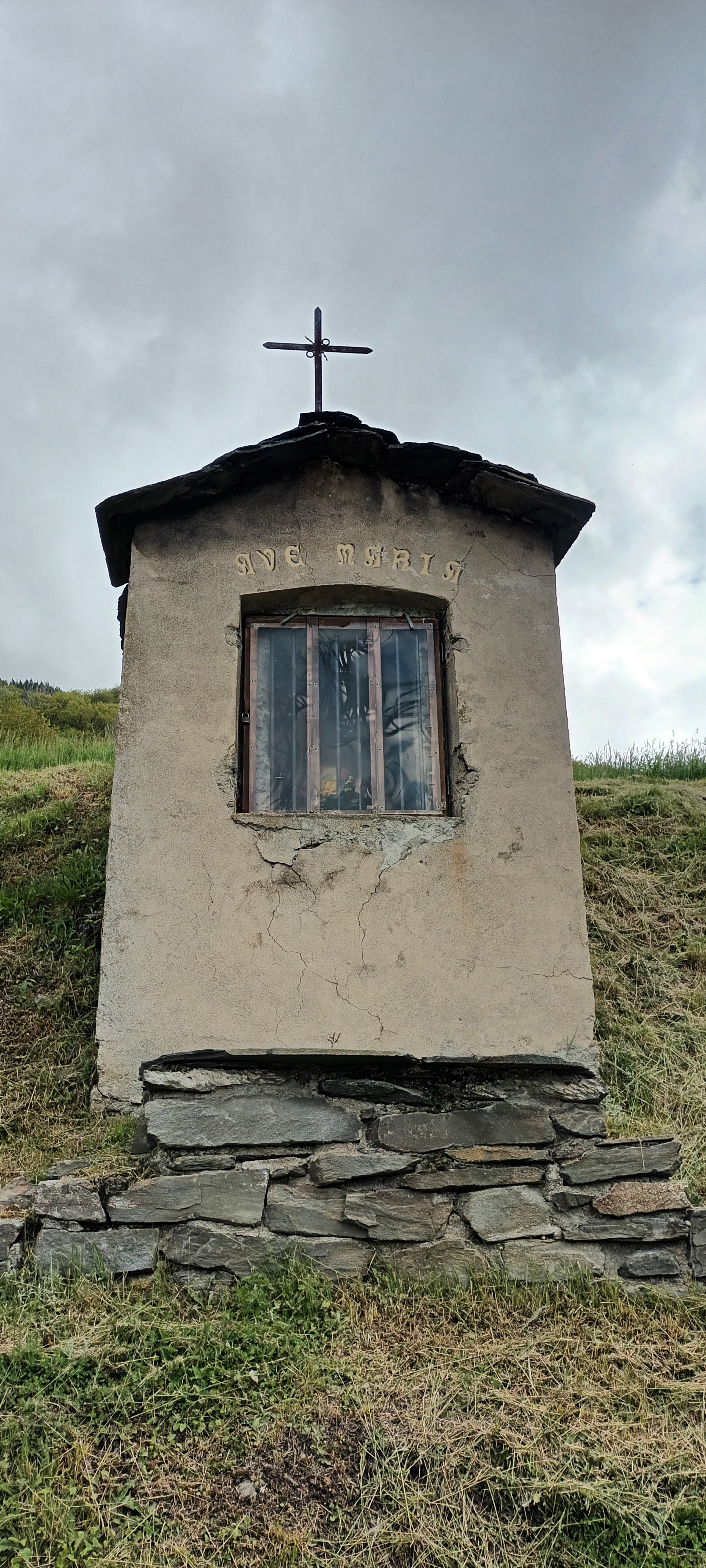
Oratoire Ave-Maria.
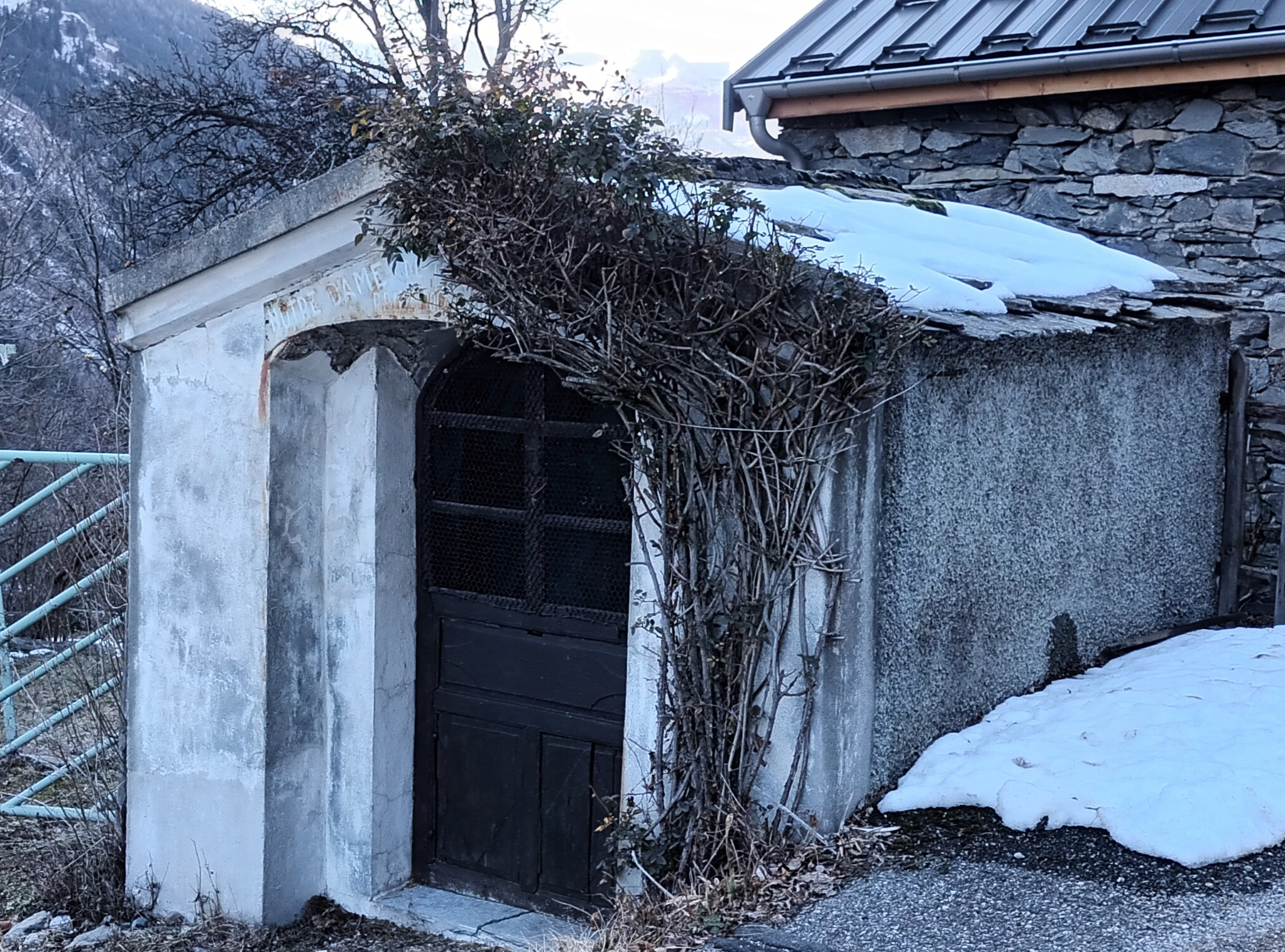
Oratoire Notre-Dame-de-Tout-Pouvoir.
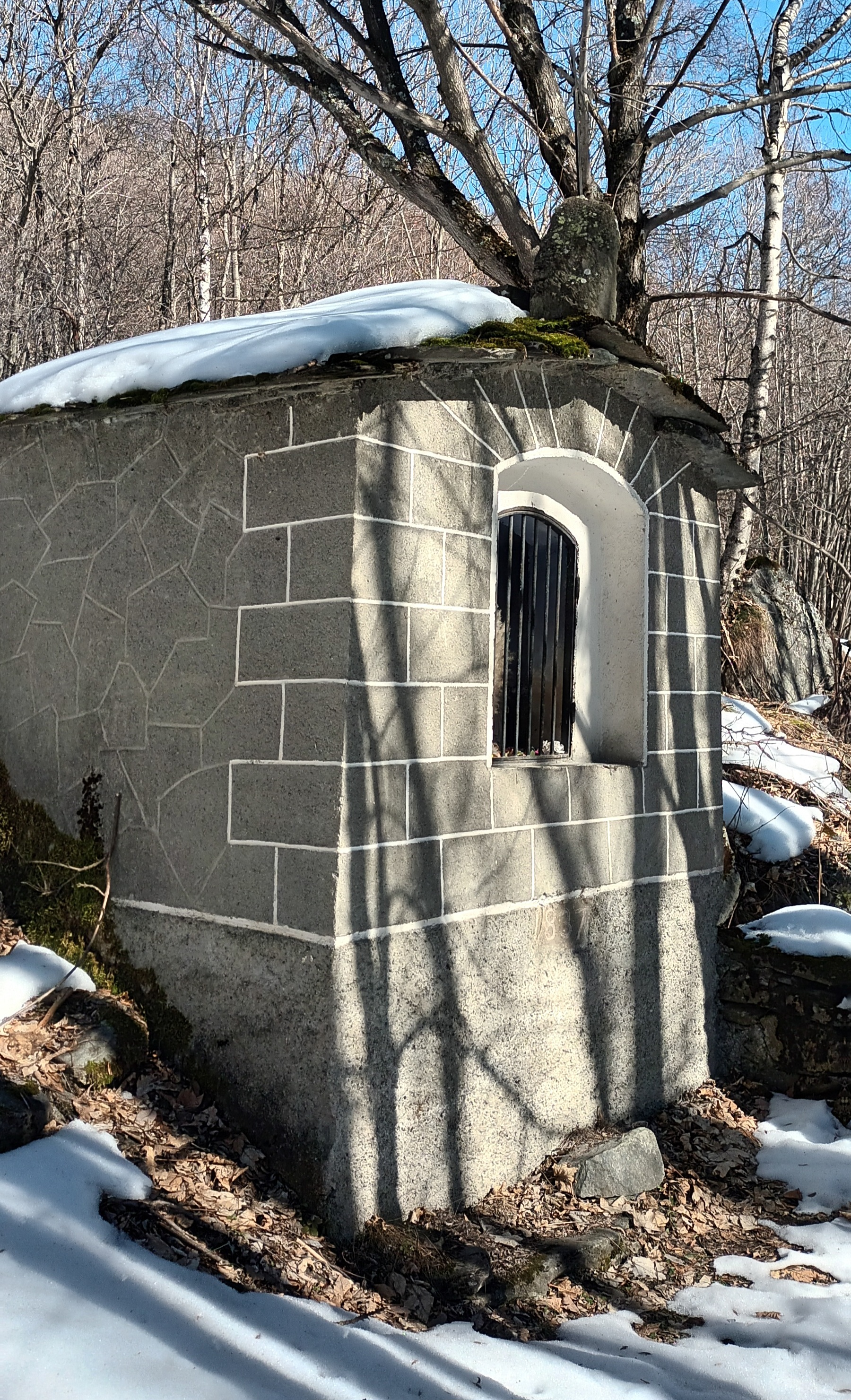
Oratoire Notre-Dame-de-Grâce.
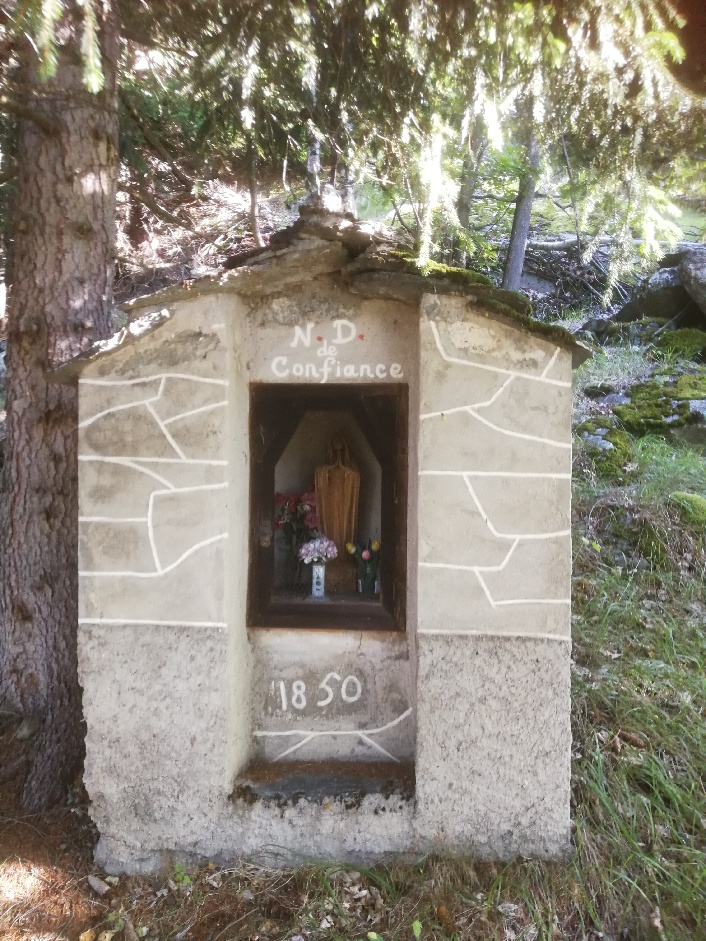
Oratoire Notre-Dame-de-Confiance.
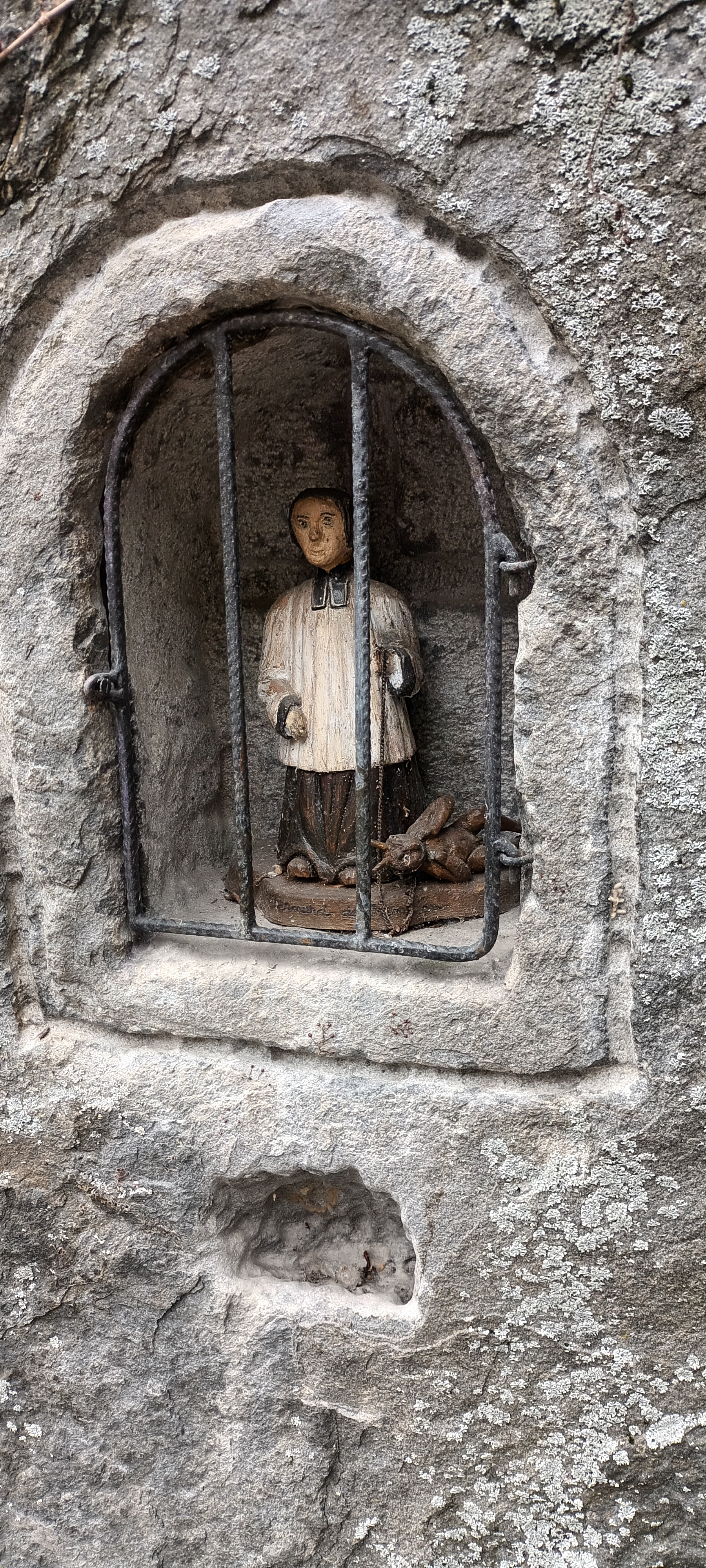
Oratoire Sainte-Vierge.

## Les calvaires
La commune d'Orelle est parsemée de croix chrétiennes édifiées qu'il est possible de visiter afin de découvrir une culture montagnarde qui a évolué en parallèle de la pratique ancestrale du christianisme. Il y a notamment la croix Sainte-Anne à la Casse, la croix de Pierre-Plate, la croix des Rameaux au chef-lieu, la croix de la Fusine, la croix du Crozet, la croix de Corniaux, la croix de Derrière-les-Prés, la croix de l'Éclaire au Crêt du Vlé, la croix de Pierre-Sautier à Bonvillard, la croix du Verney, la croix de Champlan, la croix de Leschaux, la croix de Sous-les-Roches ou encore la croix de Théophile (au-dessus du sentier de Genevret).
La croix d'Antide est une croix en fer sculpté et décoré qui se trouve dans le lieu-dit d'Antide (2 675 m), à Orelle (45° 15′ 07″ N, 6° 34′ 15″ E). La croix mesure 1,30 m de haut et donne son nom à la piste de ski de la Croix d'Antide, située sur le domaine skiable d'Orelle, près de la vallée de Pierre Lory. C'est le décès d'Antide Charvoz en 1878, mort à l'âge de 18 ans en montagne, qui a constitué la volonté de création de cette croix commémorative,,. La croix du mont Bréquin est située sur une crête proche du sommet (45° 14′ 55″ N, 6° 32′ 04″ E). La croix du rocher Rénod est une grande croix hissée sur ce sommet (45° 14′ 28″ N, 6° 35′ 32″ E). La croix de Rosaël est une petite croix en métal forgé qui domine Plan-Bouchet, très visible depuis le télésiège de Rosaël (45° 15′ 27″ N, 6° 34′ 21″ E).

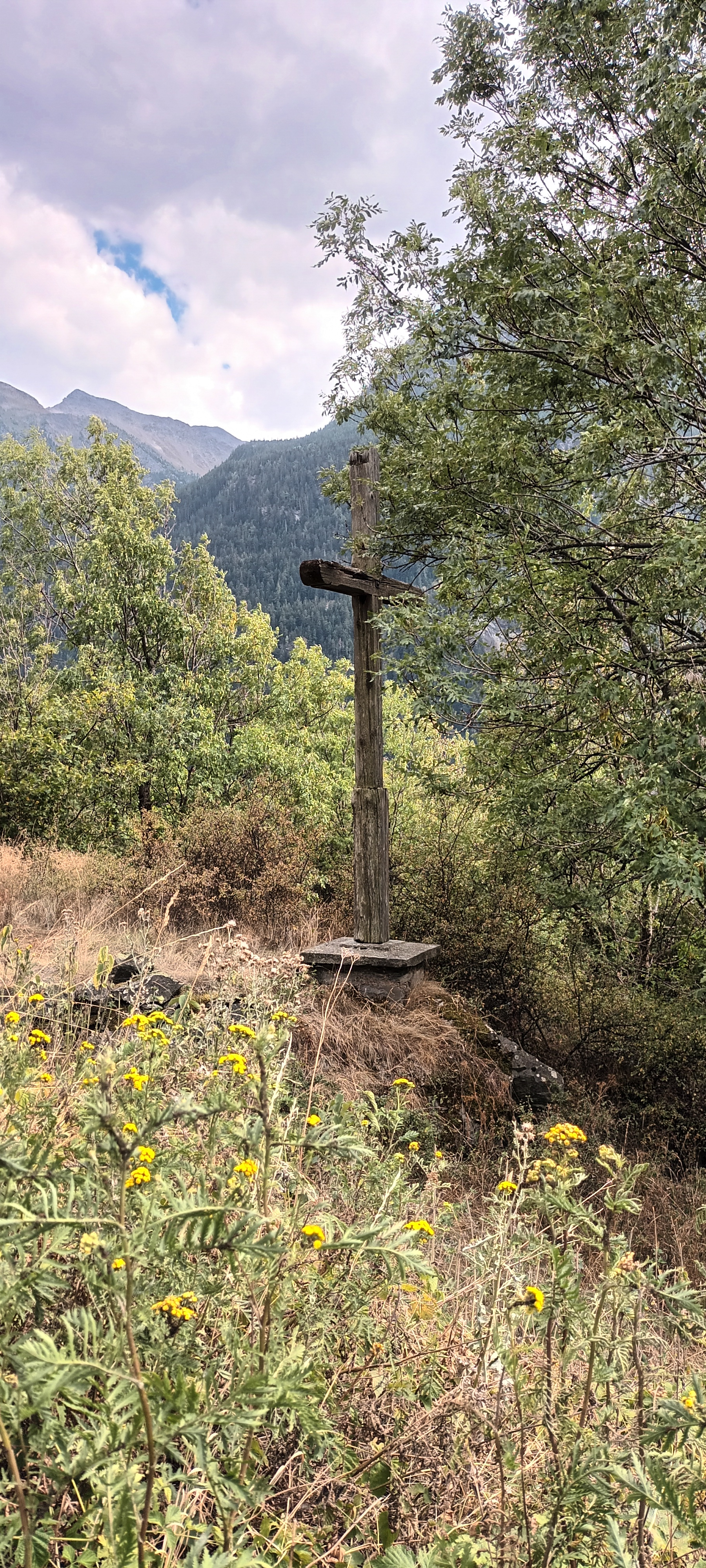
Croix de Corniaux.
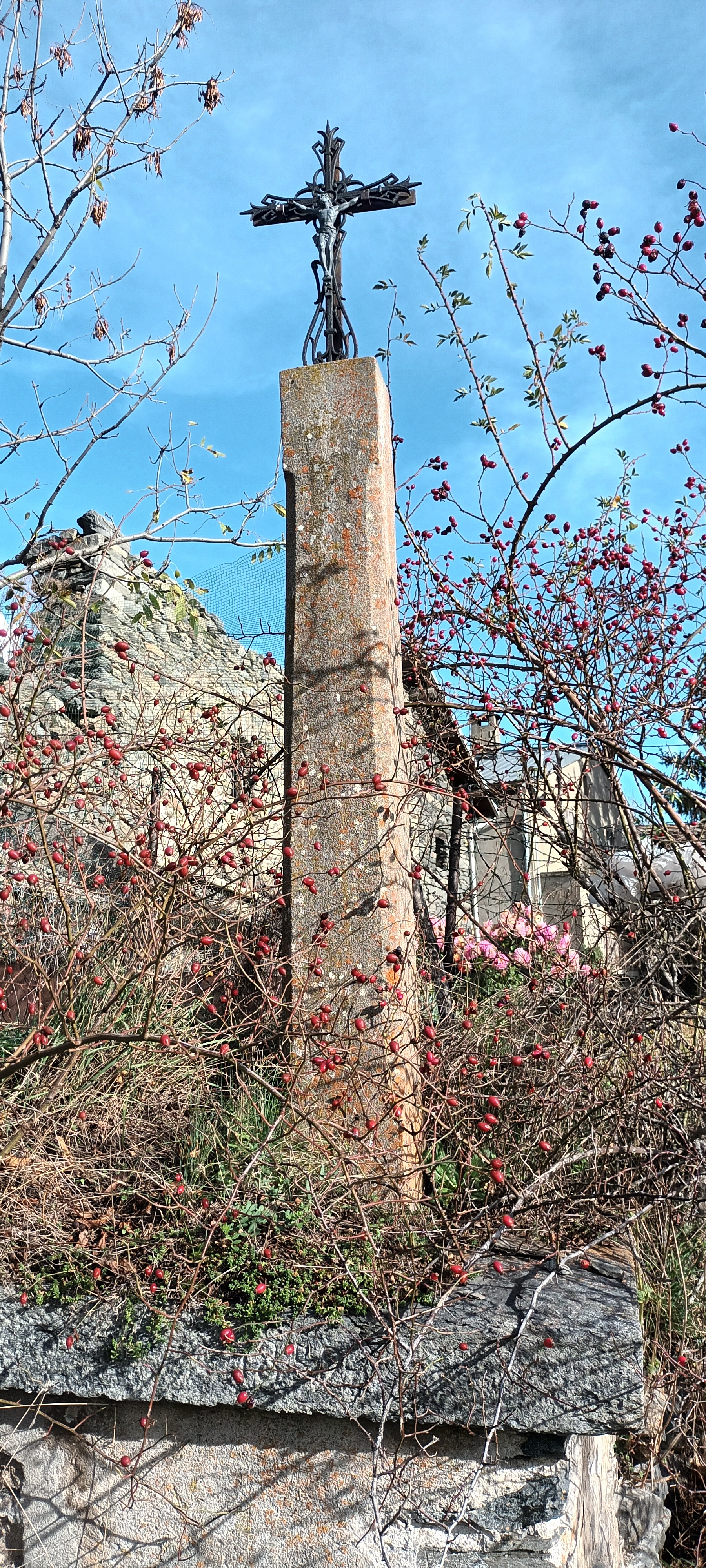
Croix de Pierre-Sautier.
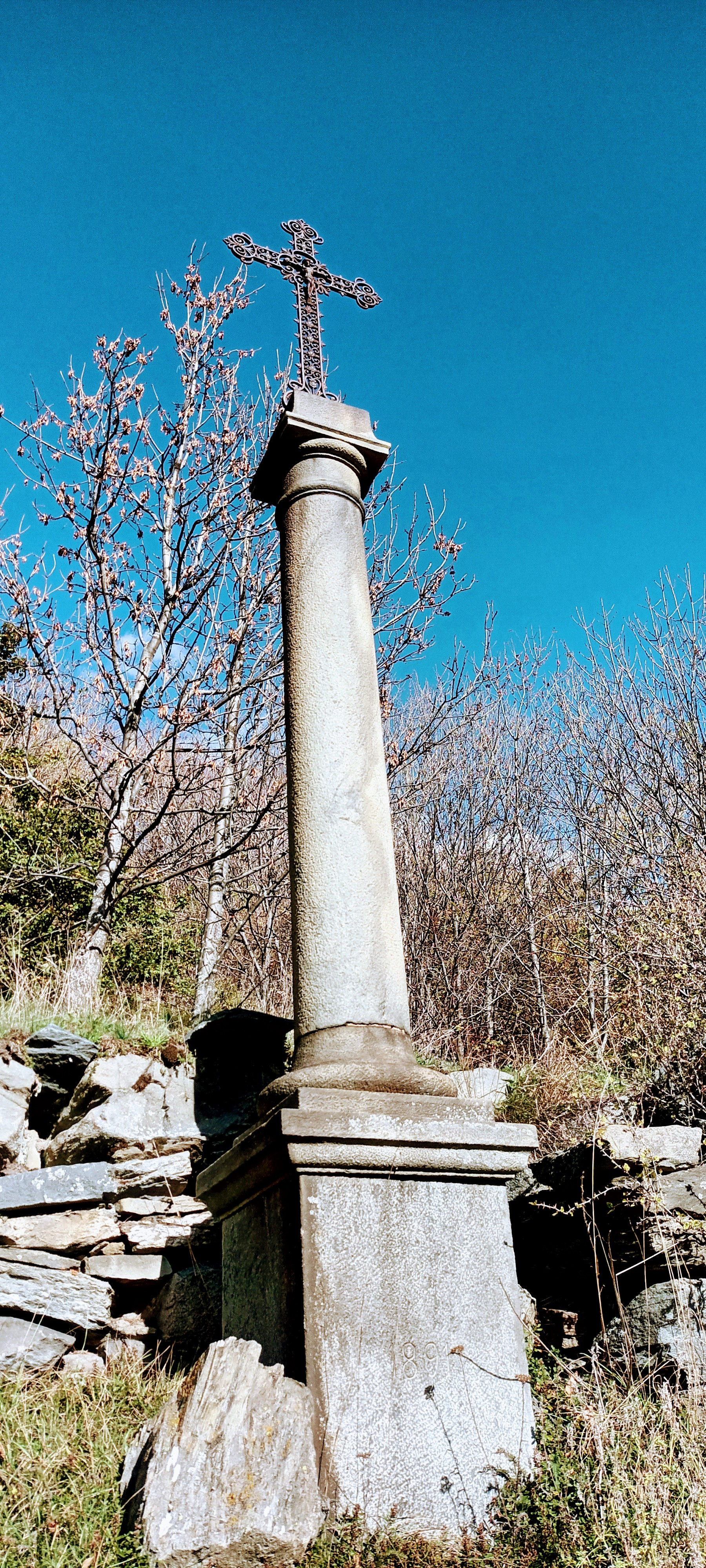
Croix du Verney.
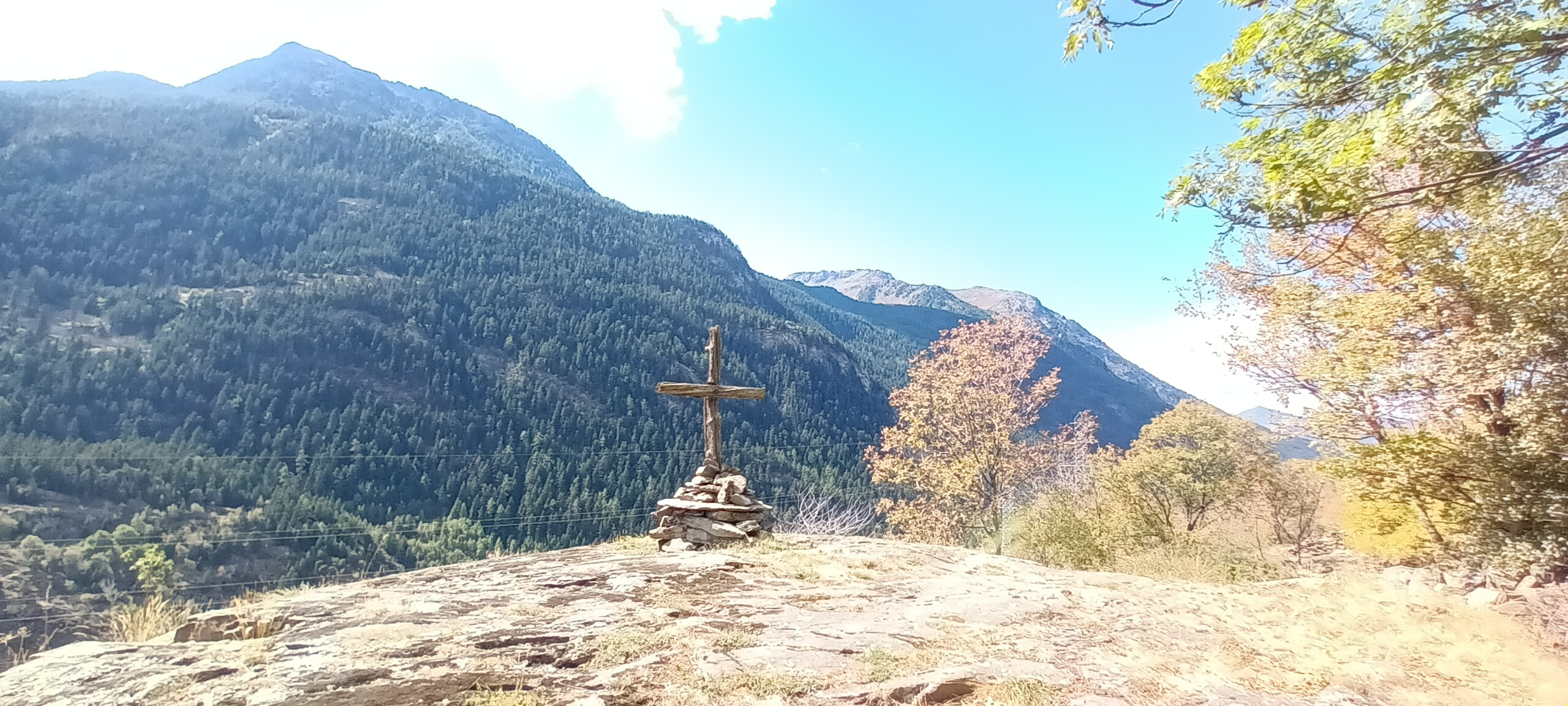
Croix de Leschaux.
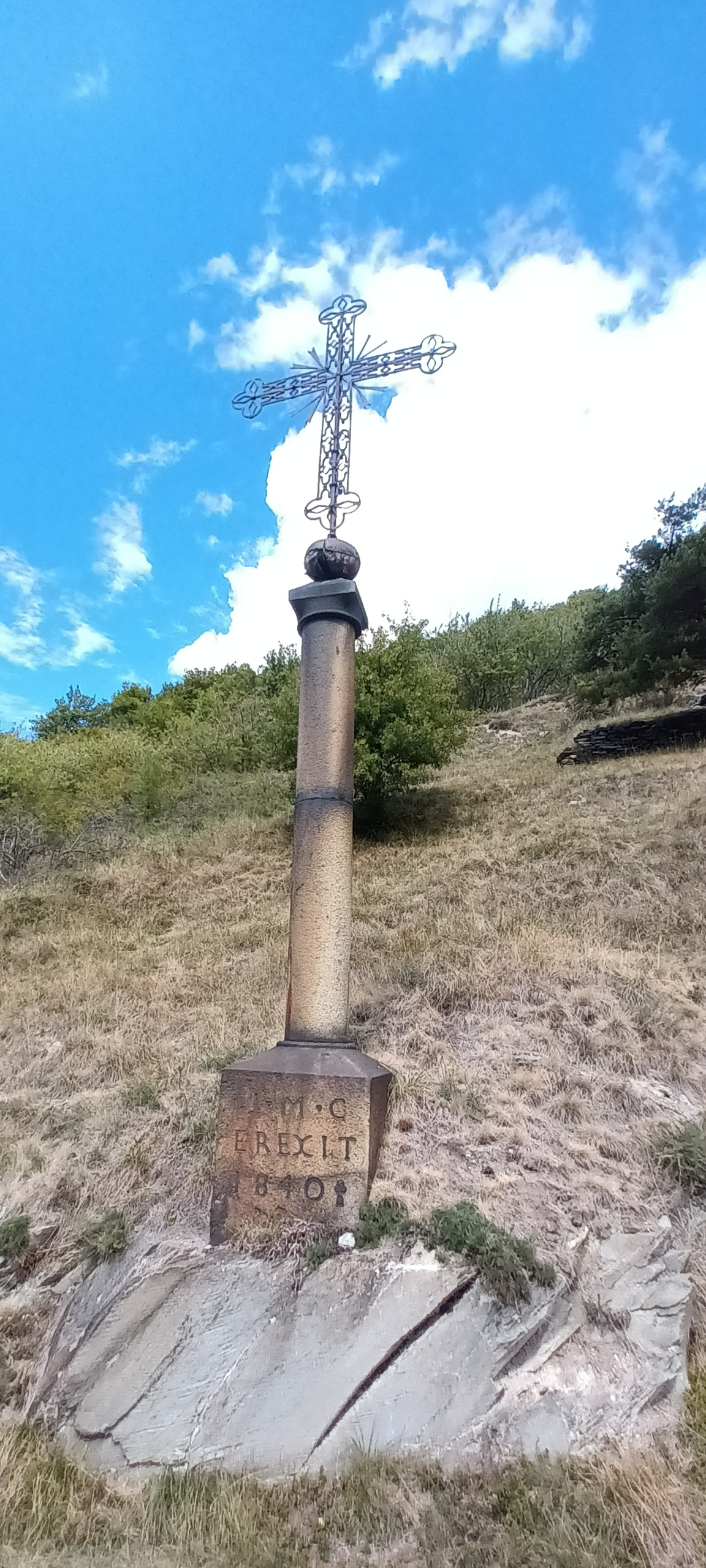
Croix de Sous-les-Roches.
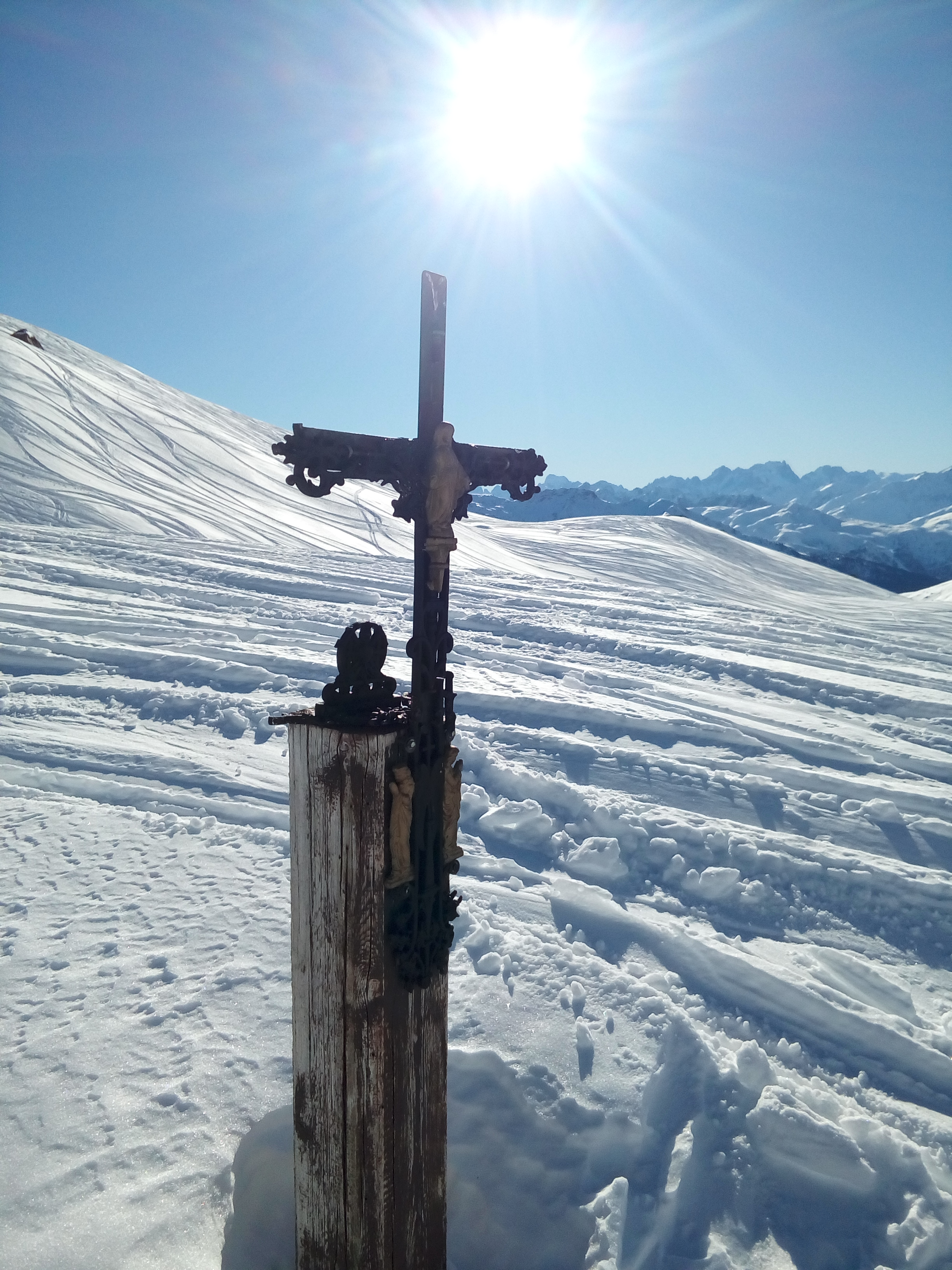
Croix d'Antide.

## Les cimetières

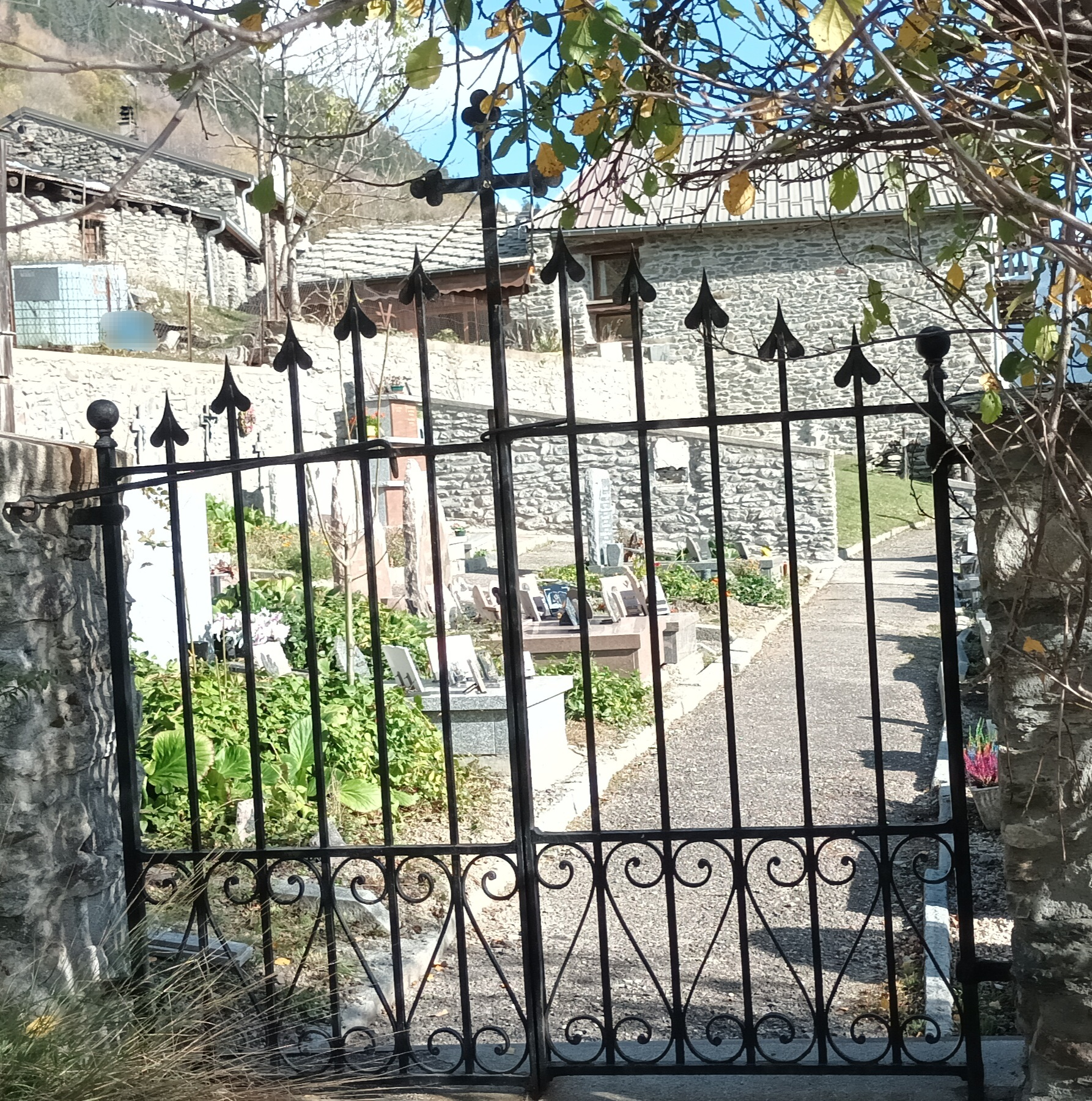
Le cimetière de Bonvillard.

### Cimetière d'Orelle (chef-lieu)
Le cimetière d'Orelle, un des deux cimetières de la commune, est situé à l'extrémité ouest du hameau habité. Son histoire débute en l'an 1412, puisque jusqu'à cette date-là, l'unique cimetière d'Orelle est situé entre le chef-lieu d'Orelle et la Fusine, à l'emplacement actuel où est édifiée une grande croix en bois, nommée la croix de Sainte-Anne. Cet ancien cimetière est alors rattaché à l'église Saint-Aurelle, édifice ayant été enseveli par des avalanches de pierres ladite année. Avec la construction de l'église Saint-Maurice, alors le nouvel édifice de la paroisse Saint-Maurice d'Orelle, le cimetière est reconstruit autour.

### Cimetière de Bonvillard
Le cimetière de Bonvillard, l'autre, est à l'extrémité ouest du hameau habité. Il était utilisé par les Bonvillarins en possédant un pour le hameau.